# سیاه‌ماهی شامات
سیاه‌ماهی شامات (نام علمی: Capoeta damascina) نام یک گونه از سرده سیاه‌ماهی است.